# Psophodidae
Psophodidae là một họ chim trong bộ Passeriformes.

## Phân loại
Các chi Cinclosoma, Ptilorrhoa, Psophodes, Androphobus theo truyền thống được gộp cùng Orthonyx trong họ Orthonychidae (hiện nay thuộc nhánh Passeri/Orthonychida). Đôi khi Eupetes và Ifrita cũng được gộp trong họ này.
Năm 1985, Sibley và Ahlquist phát hiện ra rằng Orthonyx không có quan hệ họ hàng gần với phần còn lại và họ chỉ xếp mỗi chi này trong họ Orthonychidae. Đồng thời họ coi phần còn lại thuộc về phân họ Cinclosomatinae trong phạm vi họ Corvidae mở rộng.
Một loạt các tác giả sau này coi Cinclosoma và đồng minh như là họ Cinclosomatidae, tên gọi do Gregory Mathews đặt ra khoảng năm 1921–1922. Tuy nhiên, nếu Psophodes và Androphobus cũng được gộp trong họ này thì tên gọi lâu đời hơn là Psophodidae Bonaparte, 1854 lại có độ ưu tiên cao hơn còn nếu Eupetes cũng được gộp vào thì tên gọi Eupetidae Bonaparte, 1850 mới có độ ưu tiên cao hơn cả. Họ Eupetidae trong HBW-12 (Handbook of the Birds of the World, Josep del Hoyo et al., 2007) còn gộp cả Melampitta.
Eupetes hiện nay đã rõ là không có quan hệ họ hàng gần với các loài còn lại, và nó có lẽ là nhánh rẽ ra sớm của Passerida (hiện nay họ Eupetidae chỉ chứa duy nhất chi Eupetes được xếp trong nhánh Passerida/Picathartoidea, có quan hệ họ hàng gần với Chaetops và Picathartes).
Một nghiên cứu khác năm 2009 cho thấy Cinclosoma và Ptilorrhoa có quan hệ họ hàng gần với nhau nhưng không thấy là chúng có quan hệ gần với Psophodes hay Ifrita.
Barker et al. (2004) gợi ý rằng Melampitta thuộc về họ Monarchidae, nhưng với độ hỗ trợ yếu. Chúng và Corcoracidae dường như tạo thành một nhánh. Reddy và Cracraft (2007) cũng sử dụng cùng các gen đó lại thấy Melampitta hoặc là gần với Monarchidae (Monarcha, Grallina) hoặc là gần với Corcoracidae (Corcorax, Struthidea). Dumbacher et al. (2008) lại nhận thấy nó có quan hệ với Ifrita, nhưng lại không gộp đủ các đơn vị phân loại cần thiết để chỉ ra chúng thuộc về đâu. Irestedt et al. (2008) coi Melampitta là cơ sở trong Corvoidea hiểu theo nghĩa hẹp, trong khi Norman et al. (2009a) cũng như Jønsson et al. (2016) gộp Ifrita cùng Monarchidae,. Jønsson et al. (2011b) đặt Ifrita cùng Monarchidae và Melampitta trong nhánh chứa Corcoracidae và Paradisaeidae. Aggerbeck et al. (2014) đặt Corcoracidae, Ifrita và Melampitta trong nhánh với Paradisaeidae. Trong bất kỳ trường hợp nào như vừa nêu trên đây thì Cinclosoma, Ptilorrhoa, Melampitta và Ifrita đều không thuộc về họ Psophodidae này.

## Các chi và loài
Họ Psophodidae đã từng được chia ra thành 3 chi theo Toon et al. (2013) và Jønsson et al. (2016). Ba chi được sử dụng là do sự phân chia trong phạm vi họ này là lâu đời hơn so với khoảng thời gian phân chia người ta từng giả định. Chi Androphobus được sáp nhập vào chi Psophodes do theo Jønsson et al. (2016) thì nó là chị-em với Psophodes olivaceus (loài điển hình của chi Psophodes). Các loài wedgebill (chim mỏ nêm) sẽ có tên chi là Sphenostoma (Gould 1838, điển hình cristatum) còn whipbird miền tây và whipbird Mallee trở thành chi Phodopses (Schodde & Mason 1999, điển hình nigrogularis).
- Phodopses nigrogularis (đồng nghĩa: Psophodes nigrogularis).
- Phodopses leucogaster (đồng nghĩa: Psophodes leucogaster).
- Sphenostoma occidentale (đồng nghĩa: Psophodes occidentalis).
- Sphenostoma cristatum (đồng nghĩa: Psophodes cristatus).
- Psophodes viridis (đồng nghĩa: Androphobus viridis).
- Psophodes olivaceus